# Sungurlare
Sungurlare (in bulgaro Сунгурларе?) è un comune bulgaro situato nel distretto di Burgas di 15 544 abitanti (dati 2009).

## Località
Il comune è formato dall'insieme delle seguenti località:
- Beronovo
- Bosilkovo
- Černica
- Čubra
- Dăbovica
- Esen
- Gorovo
- Grozden
- Kamčija
- Klimaš
- Kosten
- Lozarevo
- Lozica
- Manolič
- Podvis
- Prilep
- Pčelin
- Sadovo
- Săedinenie
- Skala
- Slavjanci
- Sungurlare (sede comunale)
- Terzijsko
- Vălčin
- Vedrovo
- Velislav
- Vezenkovo
- Zavet